# Rico Horber
Rico "Rico H." Horber (* April 1980 in Zürich) ist ein Schweizer Schlagzeuger und Musikproduzent. Seit 2004 ist er Schlagzeuger von Stoneman, seit 2017 auch von AnnA Lux. Mit dem Jahr 2021 kamen Engagements bei Antonia aus Tirol, Division:Dark, Seraina Telli und der Unheilig-Coverband Scheinheilig dazu.

## Ausbildung und Wirken
Bereits in seiner Kindheit war Horber am Schlagzeug und einigen Bands aktiv. Er nahm Schlagzeugunterricht bei Sal Celi (USA) und Marius Payer, absolvierte ein Schlagzeugstudium an der Academy of Contemporary Music, sowie eines als Tontechniker am SAE Institute in Zürich und der ZHdK. Seine erste professionelle Produktion trommelte er unter George Kranz für DFP und BMG Music. 2007 gründete Rico H. die Swiss Drum Academy, die Stück für Stück zur größten Schlagzeugschule der Schweiz heranwuchs. Des Weiteren veröffentlichte er mehrere Bücher, vor allem Drumseminare. Rico H erschien bereits auf über 70 Aufnahmen als Schlagzeuger und hält in verschiedenen Ländern Drum-Workshops ab.
Im eigenen Studio auf Mallorca produziert der Schweizer außerdem verschiedenste Musiker, Film- und Werbeproduktionen und ist als Studiodrummer aktiv.

## Bandprojekte
Seit 2004 ist er festes Bandmitglied der Neuen Deutschen Härte Formation Stoneman, mit der er bereits mehrere hundert Konzerte spielte, unter anderem auch auf dem Wacken Open Air. Seit 2016 spielt er zusätzlich bei AnnA Lux die Drums.

## Diskografie
Stoneman
- 2005 – Rough Demos And Unofficial Bootleg (CD; Eigenvertrieb)
- 2006 – Sex. Drugs. Murder. (CD; Twilight)
- 2007 – How to Spell Heroin (CD; Twilight)
- 2010 – Human Hater (CD; Twilight)
- 2014 – Goldmarie (CD; Danse Macabre)
- 2016 – Steine (CD; NoCut Entertainment / SPV)
- 2018 – Geil und Elektrisch (CD; Massacre Records)
- 2021 – The Dark Circus (2004-2021) (CD; Massacre Records)

AnnA Lux
- 2018: Wunderland (CD; Profimedia)

Produzent für
- Steven Eli
- Bob Spring
- Raph Krauss
- Lovis
- Fabe Vega
- The Fog
- Seraina Telli
- Richard Bucher
- Magic Affair
- Rafael Grys
- Alienare